# Hadseløya

Hadselsøya (ou Ulbi en Same du Nord) est une île de la commune de Hadsel , en mer de Norvège dans le comté de Nordland en Norvège.

## Description
L'île de 102 km2 fait partie de l'archipel des Vesterålen. Sur l'île se trouvent les villes de Stokmarknes et Melbu et le village de Lekang. Les points culminants de Hadseløya sont Lamlitinden (657 mètres) et Storheia (504 mètres).
Hadseløya est reliée à la petite île de Børøya par le Børøy Bridge (en) et plus loin à Langøya par Hadsel Bridge (en). Un ferry rejoint Fiskebøl sur l'île d'Austvågøya. Il y a aussi une route sur le côté extérieur de Hadseløya entre Stokmarknes et Melbu.

### Réserve naturelle
La Réserve naturelle d'Ulvøyværet comprend une zone d'îlots et de récifs à l'ouest d'Hadseløya. La réserve naturelle est une zone de nidification importante pour les oiseaux marins.

## Galerie

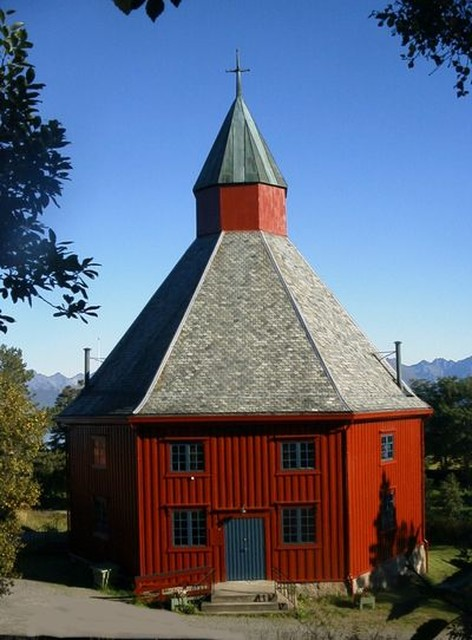
Eglise d'Hadsel
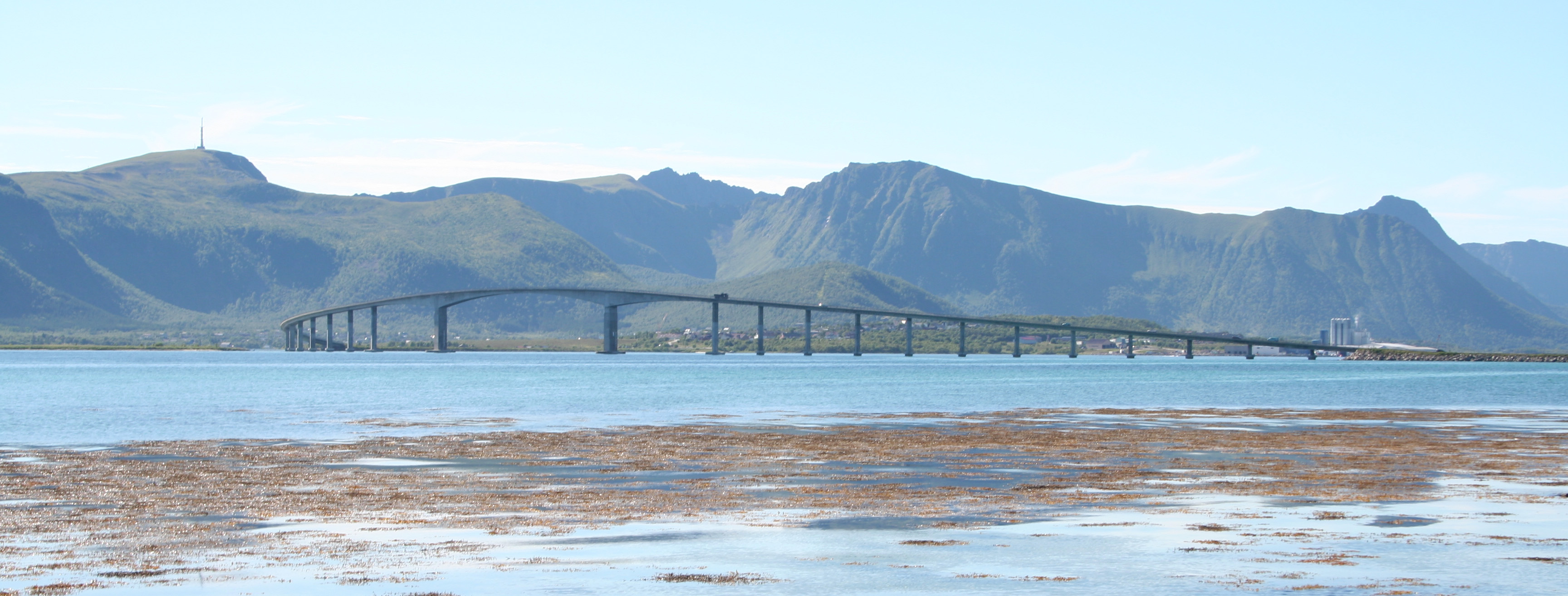
Pont d'Hadsel
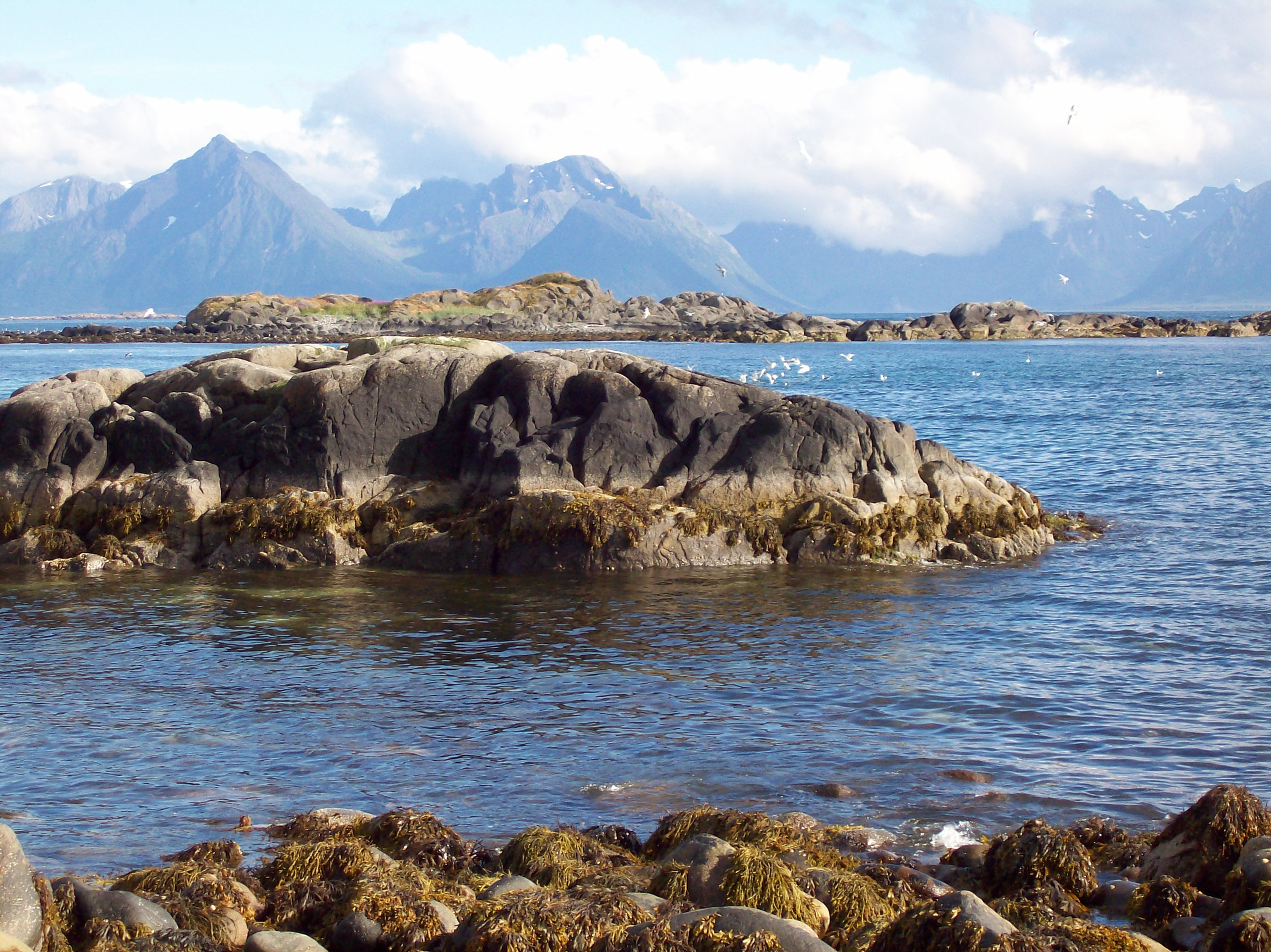
Montagne d'Hadseløya